# Пулга, Павел Владимирович
Павел Владимирович Пулга (4 ноября 1887, Санкт-Петербург — не ранее 1967) — регент ленинградских храмов и хора в Ленинградской духовной академии.

## Биография
Родился в семье военнослужащего. Оставался холост.
Окончил городское училище в Санкт-Петербурге и регентские курсы Придворной певческой капеллы (1913).
Регент хора Воскресенского (Смольного) всех учебных заведений собора (1907), одновременно преподаватель в столичных гимназиях принцессы Е. М. Ольденбургской и А. А. Оболенской.
Ефрейтор в 54-м Сибирском стрелковом полку 14-й Сибирской стрелковой дивизии (1916), член дивизионного комитета (1917).
В 1917—1918 годах член Поместного Собора Православной Российской Церкви по избранию от Северного фронта, участвовал во всех трёх сессиях, член II, III, V, VI, VII, X, XXIII отделов.
В 1918 году посвящён в стихарь.
С 1919 года служил в Красной армии.
В 1921—1926 годах преподаватель в школах Петрограда (жил на улице 5-я Советская, дом 3).
С 1924 года регент храма Иоанна Предтечи на Лесном проспекте.
В 1925 году окончил Институт истории искусств.
С 1929 года регент храмов святого Владимира в Лесном, затем святого Иова Многострадального на Волковом кладбище.
В 1930-х годах секретарь на курсах работников общественного питания «Ленгоснарпита».
Окончил в 1937 году Педагогический институт и в 1939 году Ленинградский государственный институт усовершенствования учителей.
С 1943 года преподаватель в железнодорожной средней школе года Тайга Кемеровской области.
С 1944 года комендант госпиталя военнопленных.
В 1946 году вернулся в Ленинград.
Регент храмов: на Смоленском кладбище с 1947 года, Князь-Владимирского в посёлке Лисий Нос с 1951 года и в 1962—1963 годах, святителя Николая Чудотворца на Большой Охте с 1953 года, Троицкого собора в Пскове с 1956 года, Троицкого собора Александро-Невской лавры с 1957 года.
В 1959—1961 годах преподаватель церковного пения и регент хора в Ленинградской духовной академии.